# Sungai Tabalon
Sungai Tabalon är ett vattendrag i Indonesien.   Det ligger i provinsen Kalimantan Selatan, i den nordvästra delen av landet, 1 000 km öster om huvudstaden Jakarta.